# Подсосенский
Подсосенский — хутор в Урюпинском районе Волгоградской области России, в составе Россошинского сельского поселения.
Население — 50 (2010).

## История
Дата основания не установлена. Первоначально известен как хутор Верхне-Подсинский (позднее — Верхне-Подсосенский). Хутор относился к юрту станицы Тепикинской Хопёрского округа Земли Войска Донского. В 1859 году на хуторе Верхне-Подсинском проживало 42 мужчины и 55 женщин. Большинство населения было неграмотным: согласно переписи населения 1897 года на хуторе Подсосенном проживало 129 мужчин и 127 женщин, из них грамотных: мужчин — 48, женщин — 3.
Согласно алфавитному списку населённых мест Области Войска Донского 1915 года земельный надел хутора Подсосинского составлял 1442 десятины, проживали 162 мужчины и 156 женщин.
В 1921 году в составе Хопёрского округа хутор был передан Царицынской губернии. С 1928 года — в составе Урюпинского района Хопёрского округа (упразднён в 1930 году) Нижне-Волжского края (с 1934 года — Сталинградского края. В 1935 году передан в состав Добринского района Сталинградского края (с 1936 года Сталинградской области, с 1954 по 1957 год район входил в состав Балашовской области). В 1963 году в связи с упразднением Добринского района хутор вновь передан в состав Урюпинского района.

## География
Хутор находится в луговой степи, в пределах Калачской возвышенности, являющейся частью Восточно-Европейской равнины, в балке Подсинской, выше хутора Макаровский. Центр хутора расположен на высоте около 120 метров над уровнем моря. По балке Подсинской и прилегающей к ней балкам второго порядка (Коренной, Становой, Вилтовой и др.) сохранились байрачные леса. Почвы — чернозёмы обыкновенные.
По автомобильным дорогам расстояние до административного центра сельского поселения хутора Россошинский составляет 4,8 км, районного центра города Урюпинска — 35 км, до областного центра города Волгоград — 370 км.
Часовой пояс
Подсосенский, как и вся Волгоградская область, находится в часовой зоне МСК (московское время). Смещение применяемого времени относительно UTC составляет +3:00.

## Население
Динамика численности населения по годам:
| 1859 | 1873 | 1897 | 1915 | 1989 | 2002 | 2010 |
| ---- | ---- | ---- | ---- | ---- | ---- | ---- |
| 97   | 189  | 256  | 318  | ≈170 | 107  | 50   |